# سرطان (جنس)
السرطان (الاسم العلمي: Cancer)، هو جنس من السرطانات البحرية في فصيلة السرطانية. وهو يشمل ثمانية أنواع موجودة (حية) وثلاثة أنواع منقرضة، بما في ذلك السرطانات المألوفة في المناطق الساحلية، مثل السلطعون الأوروبي الصالح للأكل (Cancer pagurus)، وسلطعون يونان (Cancer borealis) وسلطعون طويل (Cancer productus). ويُعتقد أنه تطور من أجناس ذات صلة في المحيط الهادئ في العصر الميوسيني.